# Lammert Leertouwer

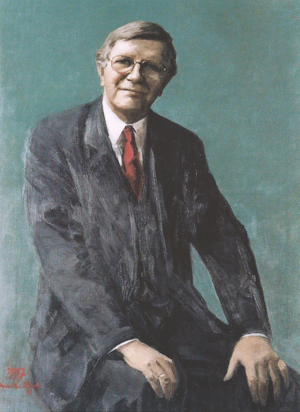
Lammert Leertouwer

Lammert Leertouwer (* 12. Januar 1932 in Groningen; † 21. Oktober 2024 in Leiden) war ein niederländischer Kirchenhistoriker und reformierter Theologe.

## Leben
Lammert war der Sohn des Johannes Leertouwer (* 16. März 1902 in Appelscha (Gemeinde Ooststellingwerf); † 3. Juli 1965 in Groningen) und dessen Frau Harmina Mekel (* 3. März 1905 in Groningen; † 25. November 1979 ebenda). Er studierte Theologie und Kirchengeschichte an der Reichsuniversität Groningen. 1958 wurde er Assistent an der theologischen Fakultät, wirkte ab 1963 als Junior Dozent für Theologie und Kirchengeschichte und ab 1970 als Dozent für systematische Theologie, Kirchengeschichte der schriftlosen Völker und Ikonographie der Religionen. Zudem wirkte er ab 1963 als Redakteur der religiösen Radiosendung Kompas, von 1969 bis 1973 als Vorsitzender des Mitgliedrates des VPRO und später für den NOS. Nachdem er 1973 unter Theo van Baaren (1912–1889) mit der Arbeit Het beeld van de ziel bij drie Sumatraanse volken (deutsch: Das Bild von der Seele bei drei Völkern Sumatras) zum Doktor der Theologie promoviert hatte, wurde er am 13. Dezember 1977 als Dozent für Kirchengeschichte und vergleichende Theologie an die Universität Leiden berufen, welche Aufgabe er am 1. Mai 1979 übernahm.
Am 20. Dezember 1979 wurde er ordentlicher Professor der Kirchengeschichte und vergleichenden Theologie, welche Aufgabe er am 13. Juni 1980 mit der Einführungsrede Zonder stralenkrans. Om het verklaren van religieuze verschijnselen (deutsch: Ohne Heiligenschein. Um die religiösen Erscheinungen zu erklären) antrat. An der Leidener Hochschule beteiligte er sich auch an den organisatorischen Aufgaben. So war er ab 1984 Dekan der theologischen Fakultät, übernahm am 1. März 1991 die Geschäfte des Rektors der Alma Mater, was er bis zu seinem Ausscheiden aus dem Universitätsdienst am 7. Februar 1997 blieb. Neben seinen akademischen Aufgaben beteiligte er sich von 1981 bis 1996 als Rundfunkrat in Den Haag, wurde 1988 niederländischer Rat für Bibliotheken, sowie Informationsdienste und man ernannte ihn 1996 zum Offizier des Ordens von Oranje-Nassau. Er wurde Mitglied der internationalen Vereinigung für Religionsgeschichte und war Mitglied der niederländischen Vereinigung für Religionsgeschichte, als deren Präsident er ab 1986 tätig war.
Leertouwer verheiratete sich am 21. November 1958 in Groningen mit Elisabeth (Lies) Rahder (* April 1933 in Emmen), die Tochter des Jacob Rahder (* 20. Mai 1900 in Noord; † 7. April 1965 in Nieuw-Amsterdam) und dessen Frau Femmigje Elisabeth Uiterwijk (* 19. Juli 1901 in Hoogeveen; † 21. April 1970 ebenda). Von seinen Kindern kennt man den Violinisten Johannes Leertouwer (* 5. Dezember 1959 in Groningen), Jaap Leertouwer (* 1962 in Groningen) und Joost Leertouwer (* Juli 1964 in Groningen).

## Werke (Auswahl)
- Kunst van verre landen. Deventer 1962
- Het beeld van de ziel bij drie Sumatraanse volken. Groningen 1977
- Zonder stralenkrans : over het verklaren van religieuze verschijnselen. Den Haag 1980
- Het verschijnsel theologie : over de wetenschappelijke status van de theologie. Meppel 1987
- Het neorealisme in de politiek : theologisch beschouwd. Baarn 1987
- De macht der verbeelding. Leiden 1995
- Cleveringa's koffer. Leiden 1995
- Nec lusisse pudet : het is geen schande gespeeld te hebben, maar wel om er niet op tijd mee te stoppen, (Horatius Ep. I, 14, 36). Leiden 1997
- Modern societies & the science of religions. Leiden, 2002